# Ismail Serageldin

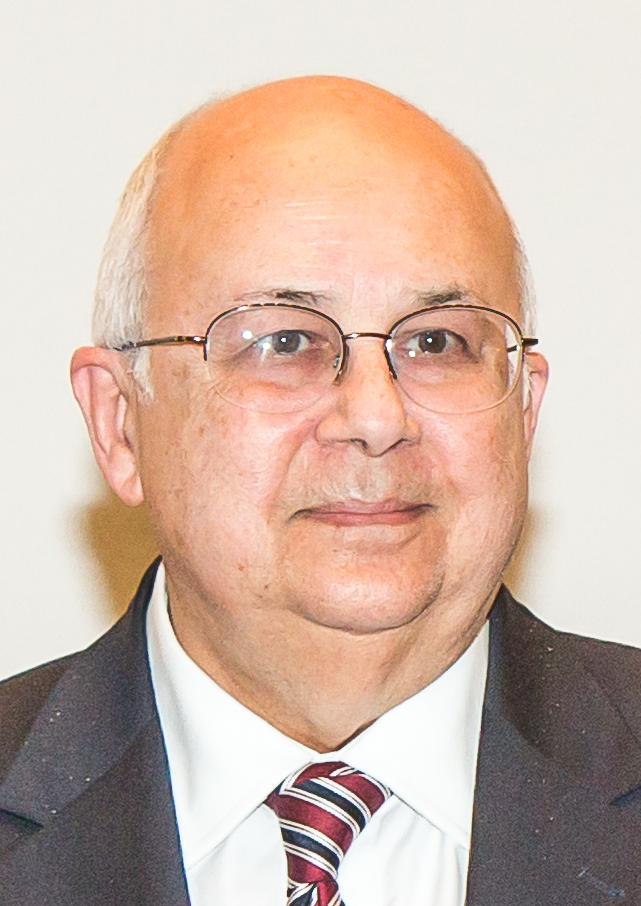
Ismail Serageldin 2016

Ismail Serageldin (arabisch إسماعيل سراج الدين, DMG Ismāʿīl Serāǧ ad-Dīn, * 1944 in Gizeh) ist ein ägyptischer Wirtschaftswissenschaftler. Er war von 2002 bis 2017 Direktor der Bibliotheca Alexandrina in Alexandria und Vorsitzender des Direktoriums der an die Bibliothek angeschlossenen Institute.

## Werdegang
Serageldin erwarb seinen ersten akademischen Abschluss als Bachelor of Science 1964 an der Universität Kairo. Nach dem Masterabschluss an der Harvard University wurde er dort 1972 promoviert (Ph. D.). Er arbeitete als Berater für Stadt- und Regionalplanung und lehrte an den Universitäten von Kairo und Harvard.
Nach seiner Promotion war Serageldin in unterschiedlichen Positionen von 1972 bis 1998 bei der Weltbank tätig, zuletzt 1993 bis 1998 als Vizepräsident für sozial und ökologisch nachhaltige Entwicklung (Vice-President for Environmentally and Socially Sustainable Development).
2002 wurde Serageldin auf den Posten des Direktors der neuen Bibliothek in Alexandria berufen. 
2008 wurde ihm der japanische mehrfarbige Orden der Aufgehenden Sonne am Band verliehen. Serageldin ist Ehrenprofessor der Universität Wageningen sowie Inhaber von 33 Ehrendoktorwürden, zuletzt 2012 von der Odlar Yurdu Universität in Baku, Mitglied des Institut d’Égypte, der Academy of Sciences for the Developing World, der American Philosophical Society (2011), der American Academy of Arts and Sciences (2012) und der Europäischen Akademie der Wissenschaften und Künste sowie Fellow der American Association for the Advancement of Science.
Nach der Revolution in Ägypten 2011 und dem Rücktritt Mubaraks wurden 118 unbewiesene Anschuldigungen gegen Serageldin erhoben. Ein Staatsanwalt erhob schließlich drei Anschuldigungen „wegen Missmanagements“ gegen ihn, darunter die, er hätte überhöhte Gehälter bezahlt. Serageldin wurde überraschend zu dreieinhalb Jahren Gefängnis verurteilt. Zwanzig Staatsoberhäupter und 90 Nobelpreisträger unterzeichneten einen Protestbrief; zahlreiche Prominente protestierten. Er wurde vom Berufungsgericht freigesprochen.

## Veröffentlichungen
Serageldin ist Verfasser und Mitverfasser von mehr als fünfzig Büchern und Monographien. Unter seinen Artikeln sind Arbeiten zu Ernährungsentwicklung, Nachhaltigkeit und Wohlstand der Nationen, Biotechnologie u. a.

### Jüngere Publikationen
- Born Digital, The new Bibliotheca Alexandrina. 2006
- Changing Lives (mit Ehsaan Massoud). 2006
- Reflections on our digital future. 2006
- Science, The culture of living change. 2006
- Women in Science, Time to recognize the obvious. 2006
- Freedom of Expression. 2007
- Inventing Our Future: Essays on Freedom, Democracy and Reform in the Arab World. 2007
- Science: The Culture of Living Change. 2007